# Newton, Utah
Newton är en kommun (town) i Cache County i Utah. Vid 2010 års folkräkning hade Newton 789 invånare.